# Władysław Ciesielski (malarz)
Władysław Ciesielski (ur. 26 lipca 1845 w Mogilnie, zm. 15 lipca 1901 w Paryżu) – polski malarz, miniaturzysta, powstaniec styczniowy.
Po upadku powstania wyjechał do Francji, gdzie podjął studia na Akademii Sztuk Pięknych w Paryżu. Akademia jest częścią Instytutu Francji. Jego nauczycielami byli Isidore Alexandre Pils oraz Henri Lehman. Przyjaźnił się z Jackiem Malczewskim oraz Kazimierzem Alchimowiczem. W roku 1882 otworzył w Paryżu własne studio fotograficzne „Gopło”.

## Dzieła

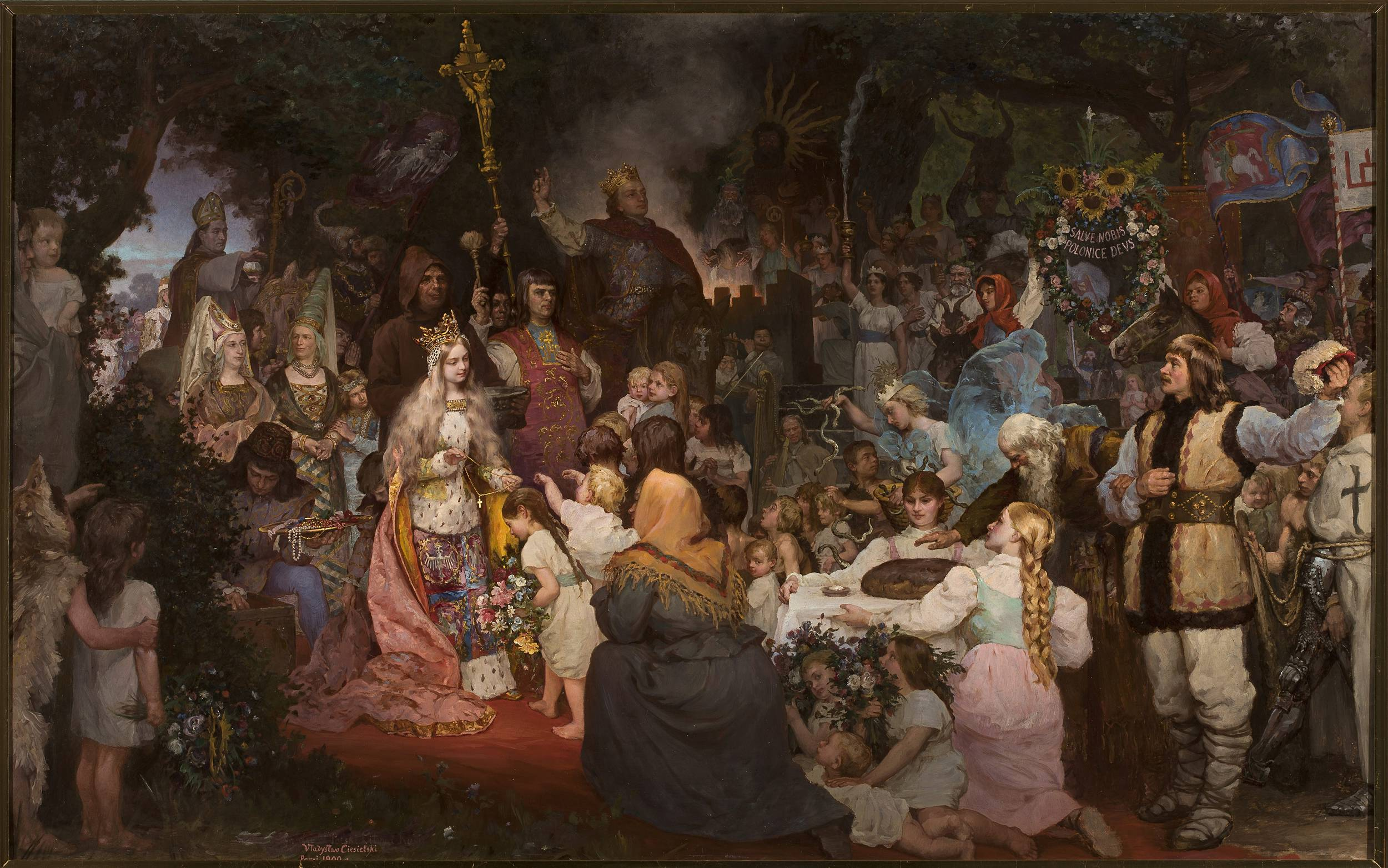
Chrzest Litwy
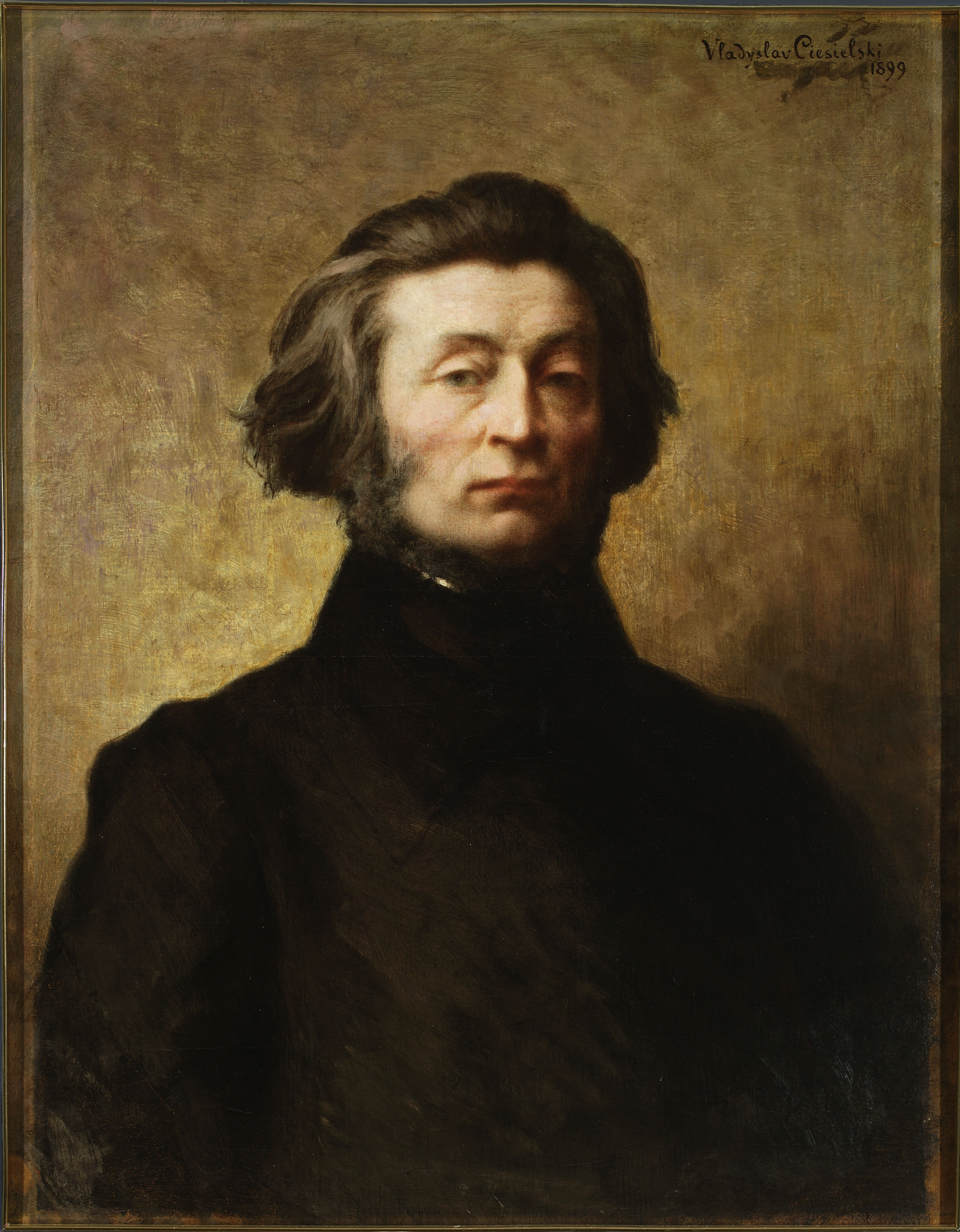
Portret Adama Mickiewicza
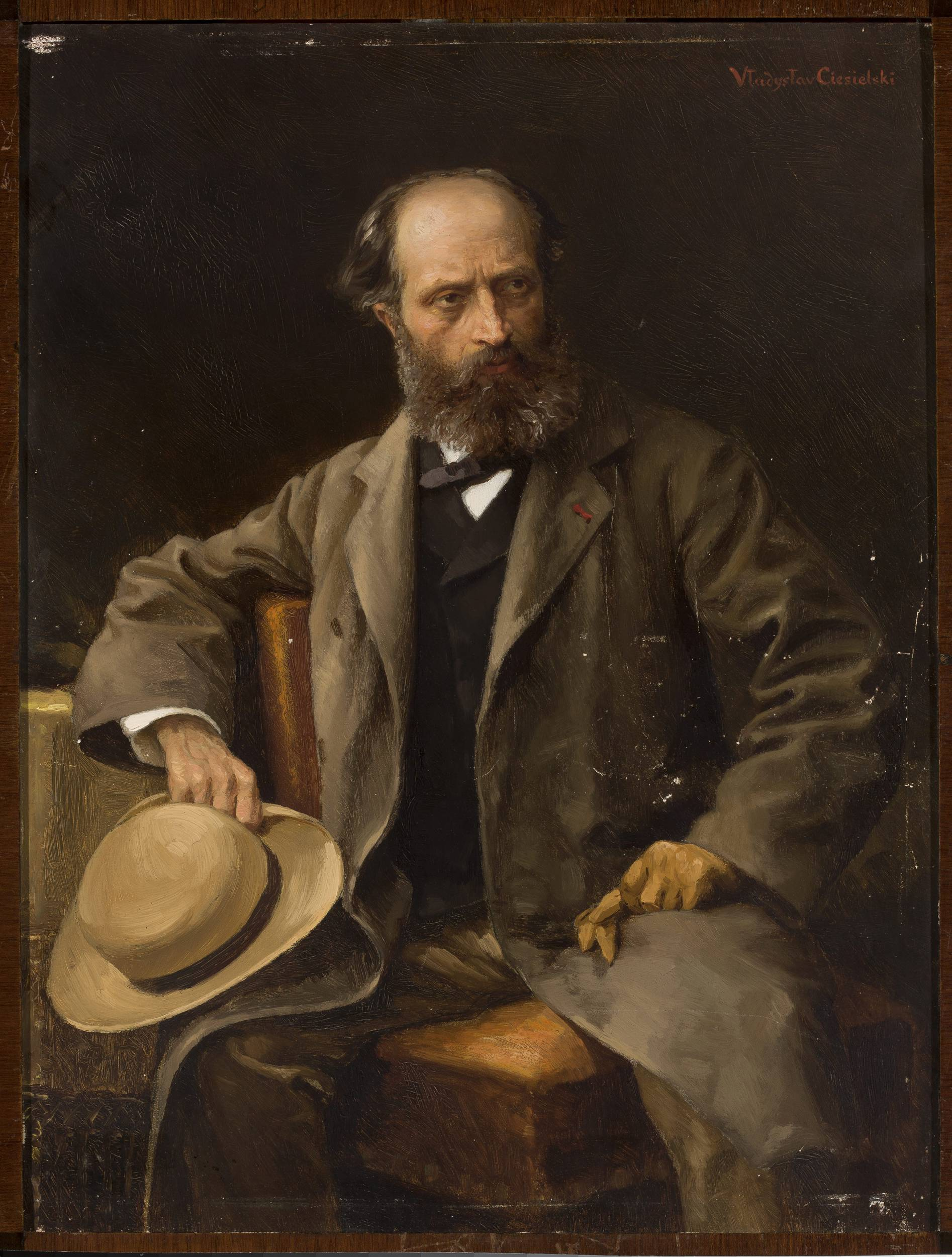
Portret ojca
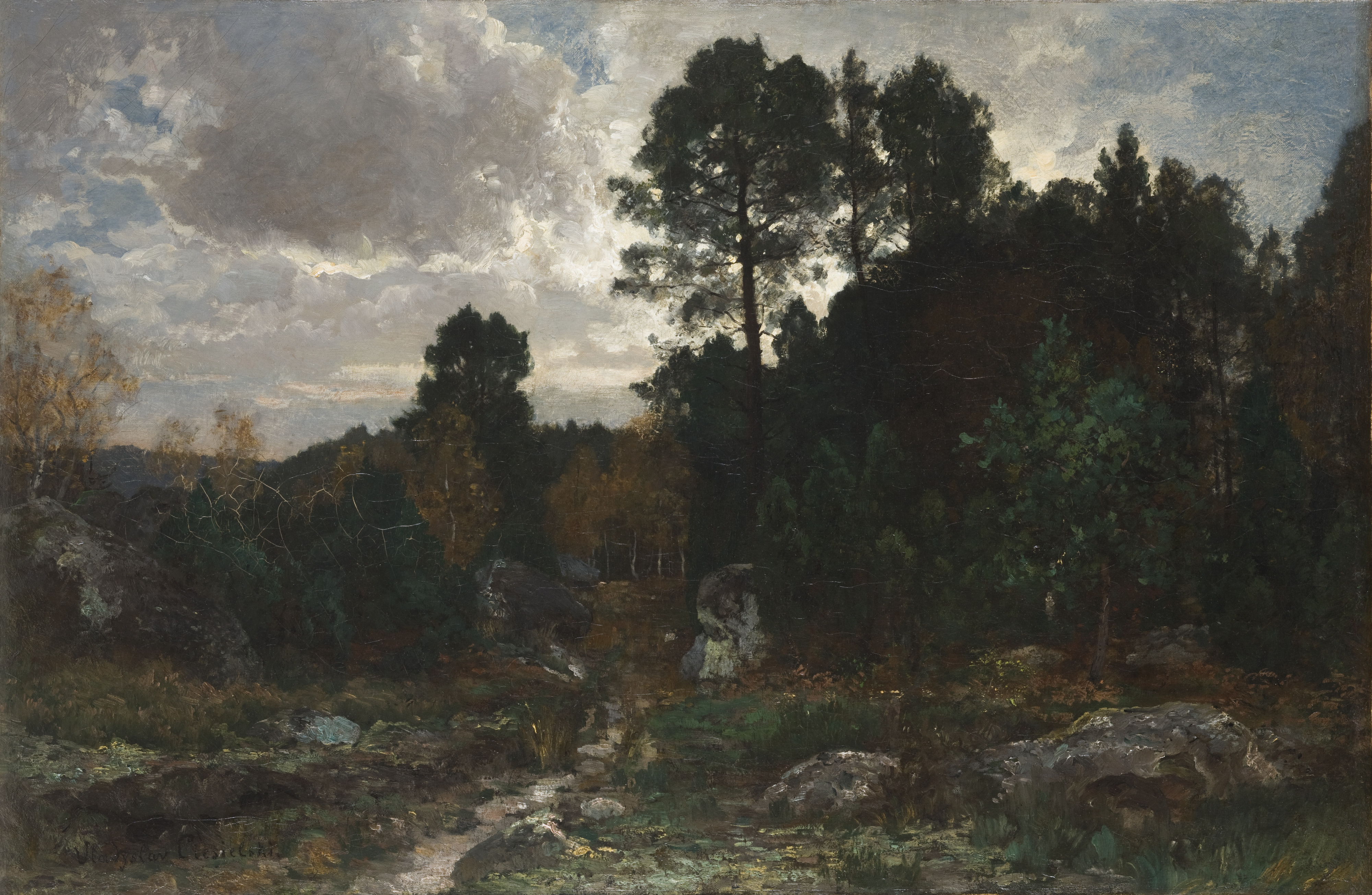
Droga samotności w Fontainebleau
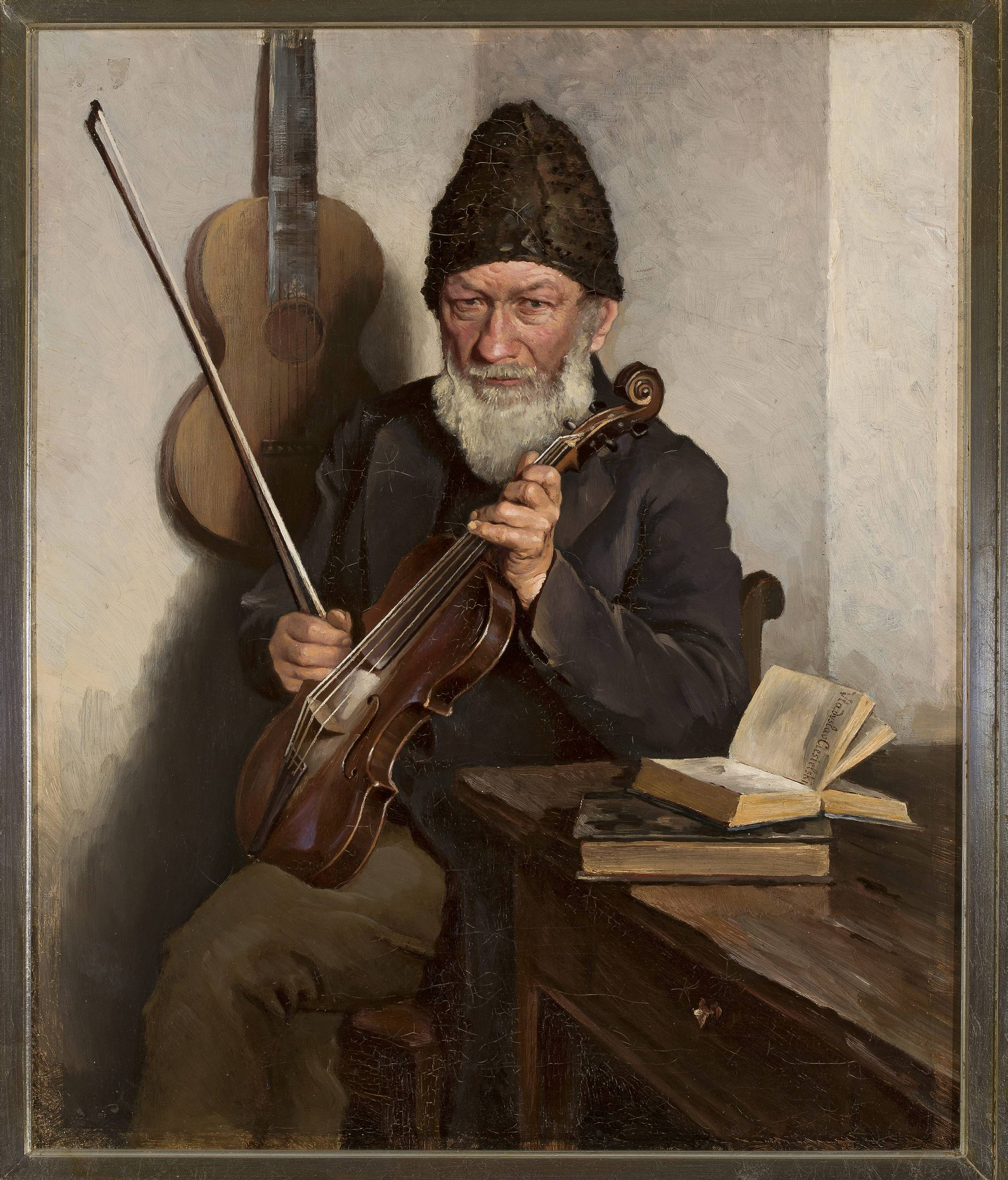
Starzec ze skrzypcami